# Porto Roma
Porto Roma  este un oraș în Grecia în prefectura Zakynthos.